# خوريه- أوفرفلاكيه

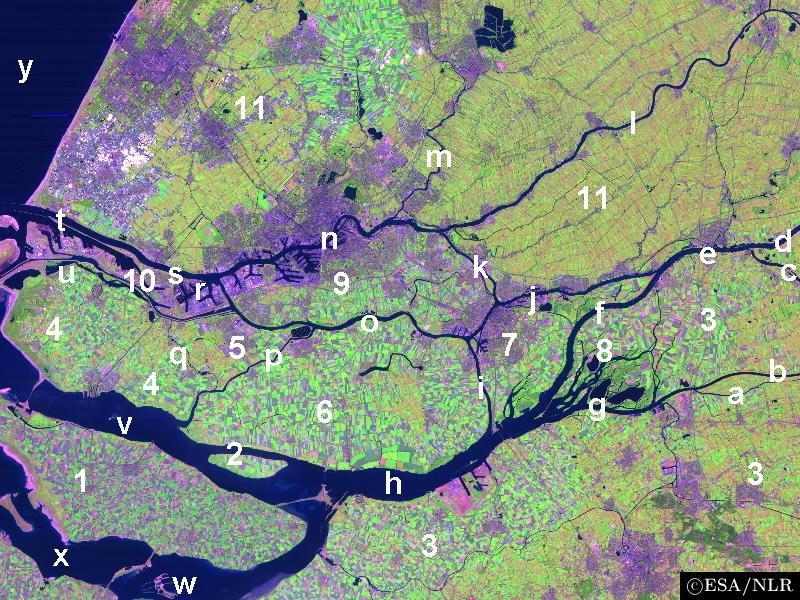
صورة بالقمر الصناعي لدلتا سخيلده، وتبدو جزيرة خوريه- أوفرفلاكيه بشكل جزئي

خوريه- أوفرفلاكيه Goeree-Overflakkee هي جزيرة دلتا أقصى جنوب مقاطعة جنوب هولندا، هولندا. ويفصلها عن جزيرتي فورنه بوتن وهوكسه فارد المجرى المائي هارينجفليت، ويفصلها عن البر الرئيسى لشمال برابنت بحيرة فولكاراك، وعن Schouwen-سخاون- داوفللاند بحيرة خريفيلينجن.

## طوبوغرافيا
خريطة طوبوغرافية هولندية لبلدية خوريه- أوفرفلاكيه، يونيو 2015، (تقرأ بعد ثلاث نقرات على الخريطة).